# Poatsuoaivi
Poatsuoaivi är en kulle i Finland. Den ligger i Enontekis kommun i landskapet Lappland, i den norra delen av landet, 1 000 km norr om huvudstaden Helsingfors. Toppen på Poatsuoaivi är 800 meter över havet. Poatsuoaivi ligger vid sjön Porojavri.
Terrängen runt Poatsuoaivi är kuperad åt nordväst, men åt sydost är den platt. Trakten runt Poatsuoaivi är nära nog obefolkad, med mindre än två invånare per kvadratkilometer. Det finns inga samhällen i närheten. Omgivningarna runt Poatsuoaivi är i huvudsak ett öppet busklandskap.